# Haouliais Axel Cédric Konan
Haouliais Axel Cédric Konan (* 25. Januar 1983 in Abidjan) ist ein  ivorischer ehemaliger Fußballspieler auf der Position eines Stürmers.
Konan wechselte 1998 nach Italien zur US Lecce und damit erstmals zu einem europäischen Verein. Er blieb Lecce auch treu als man in der Saison 2002/03 in die Serie B abstieg. In sechs Spielzeiten bei dem süditalienischen Verein kam Konan auf über einhundert Einsätze. Als Lecce 2006 abermals in die Serie B abstieg, wechselte er auf Leihbasis zum FC Turin. Ab der Saison 2007/08 spielte Konan wieder bei US Lecce, 2009 verließ er den Klub. Seit der Saison 2010/11 spielt Konan bei der AC Bellinzona in der Schweizer Super League.